# Магістраль вічності
«Магістраль вічності» (англ. Highway of Eternity) — останній фантастичний роман відомого американського письменника-фантаста Кліффорда Сімака (1986).

## Сюжет
Далеке майбутнє. Мільйони років від Різдва Христового. Люди розв'язали соціальні, економічні та політичні проблеми, досягли небувалих висот розвитку техніки, і, як здалося більшості, прогрес тепер безглуздий. Єдиним людським заняттям тепер стає роздум — роздум цілими днями і роками, а вся робота лягала на роботів. І в цей самий момент на Землю приземляються прибульці на ім'я безкінечники; стверджуючи, що одне єдине явище, здатне пережити загибель Всесвіту — це розум і що для безсмертя треба лише знищити тіло і залишити розум, безкінечники швидко завоювали популярність. Більшість людей тепер гніздяться великими роями на кристалічних решітках.
Але перетворення на чистий розум виявилося до вподоби не всім. Сім'я Евансів утекла на машині часу від безкінечників у середньовіччя. Вони влаштувалися в помісті Гопкінс Акр і жили доволі мирно протягом багатьох років. Але раптом в Гопкінс Акр з'являються двоє незнайомців з 20-го століття, Джей Коркоран та Том Бун; володіючи унікальними властивостями (баченням і мимовільним переміщенням в часі-просторі, відповідно) потрапили сюди, сівши помилково в машину часу Мартіна — одного з втікачів від безкінечників. З цього часу зі всією родиною Евансів трапляються надзвичайні пригоди. Їх починають переслідувати безкінечники, посилаючи роботів-убивць. Рятуючись від них, друзі мимоволі розділяються і переховуються в різних часових епохах, але потім успішно зустрічаються на одній з планет в Галактичному центрі, в якому зібрані представники-таланти всіх цивілізацій для наукової роботи. 
Вони задаються метою змінити розвиток людської раси так, щоб вона не призвела до перетворення людей на чистий розум. Протягом усього сюжету їх приховано напрямляє незграбний і кумедний іншопланетянин «конепес», насправді безсмертний останній представник своєї раси, який допомагає розвиватися цивілізаціям.
Це він колись розвивав расу безсмертників та расу веселок, яка покарала безсмертників за їх грубе втручання в розвиток людства.
«Конепса» не задовільнив результат розвитку цих рас і він вирішив продовжити розвивати людей, підлаштувавши створення пари між Буном і Інід, маючи надію на генетичну передачу їхніх здібностей.
«Конепес» багато в чому покладається на допомогу загадкової «ляльки» на ім'я Капелюх.